# Stadspoort

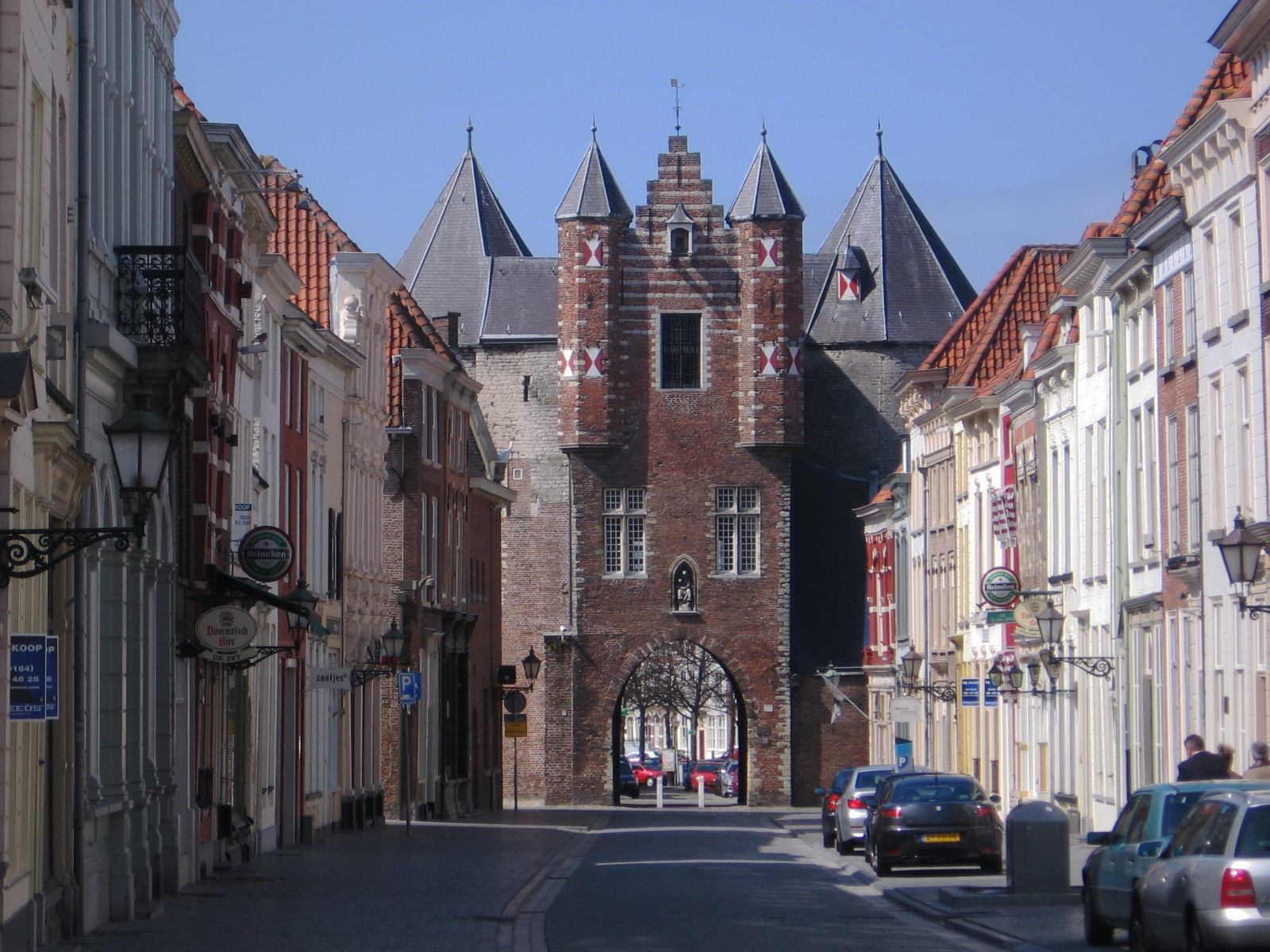
Gevangenpoort in Bergen op Zoom, Noord-Brabant

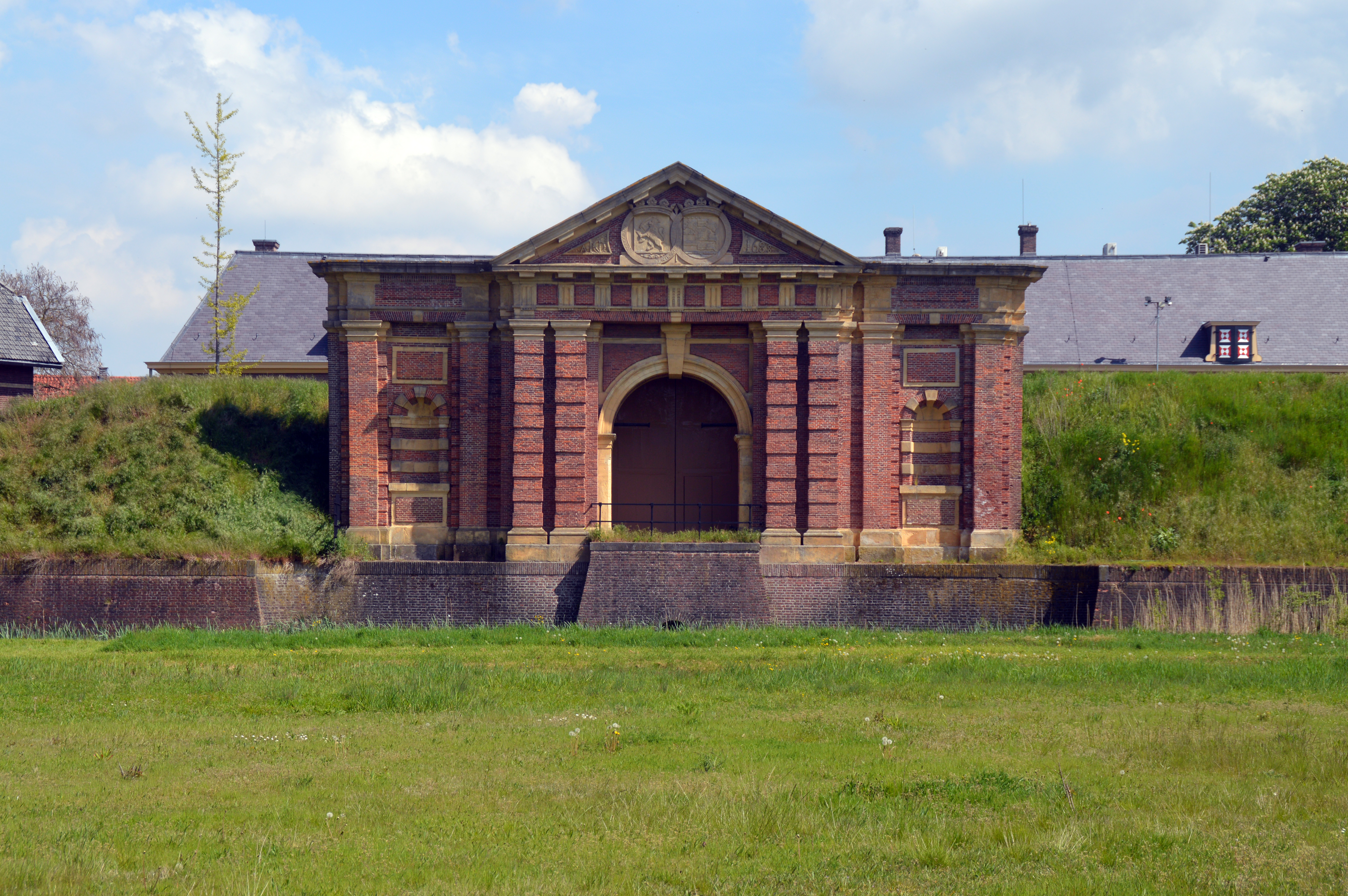
Hampoort in Grave, Noord-Brabant

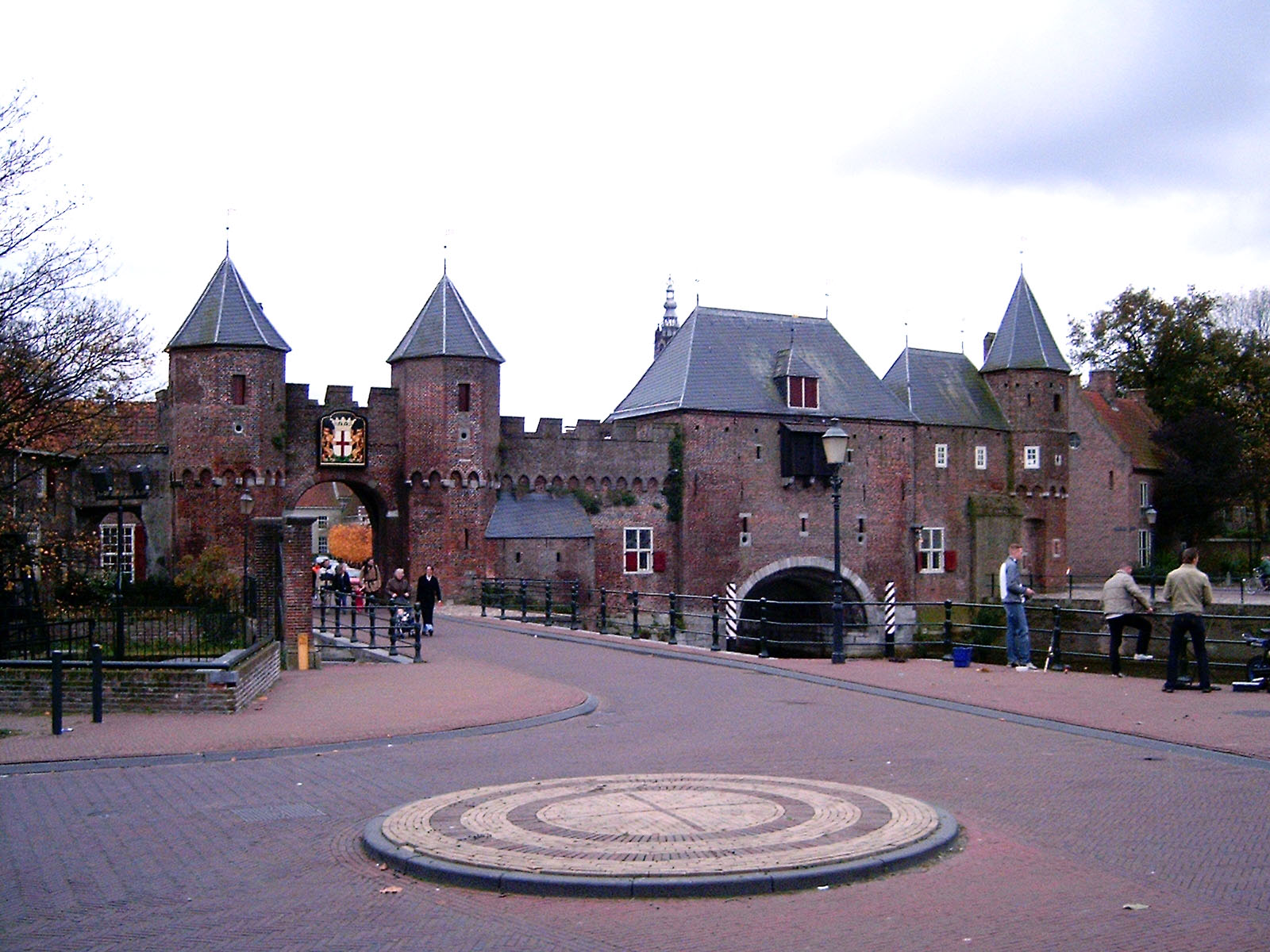
Koppelpoort in Amersfoort, Utrecht

Een stadspoort is een doorgang in de omwalling (vesting) van een stad, waar vroeger de toegang werd geregeld.

## Toelichting
Een stadspoort met zijn poortgebouw vormde een onderdeel van een stadsmuur of stadswal en was vooral een verdedigingswerk. Ze werd dan vaak met een toren gecombineerd als poorttoren. Oorspronkelijk zal een stadspoort ook 's nachts vaak gesloten zijn geweest, om ongewenste bezoekers aan de stad te weren.
Het woord 'poort' is afgeleid van het Latijnse 'porta' wat 'doorgang' of 'opening' betekent .

## Voorkomen

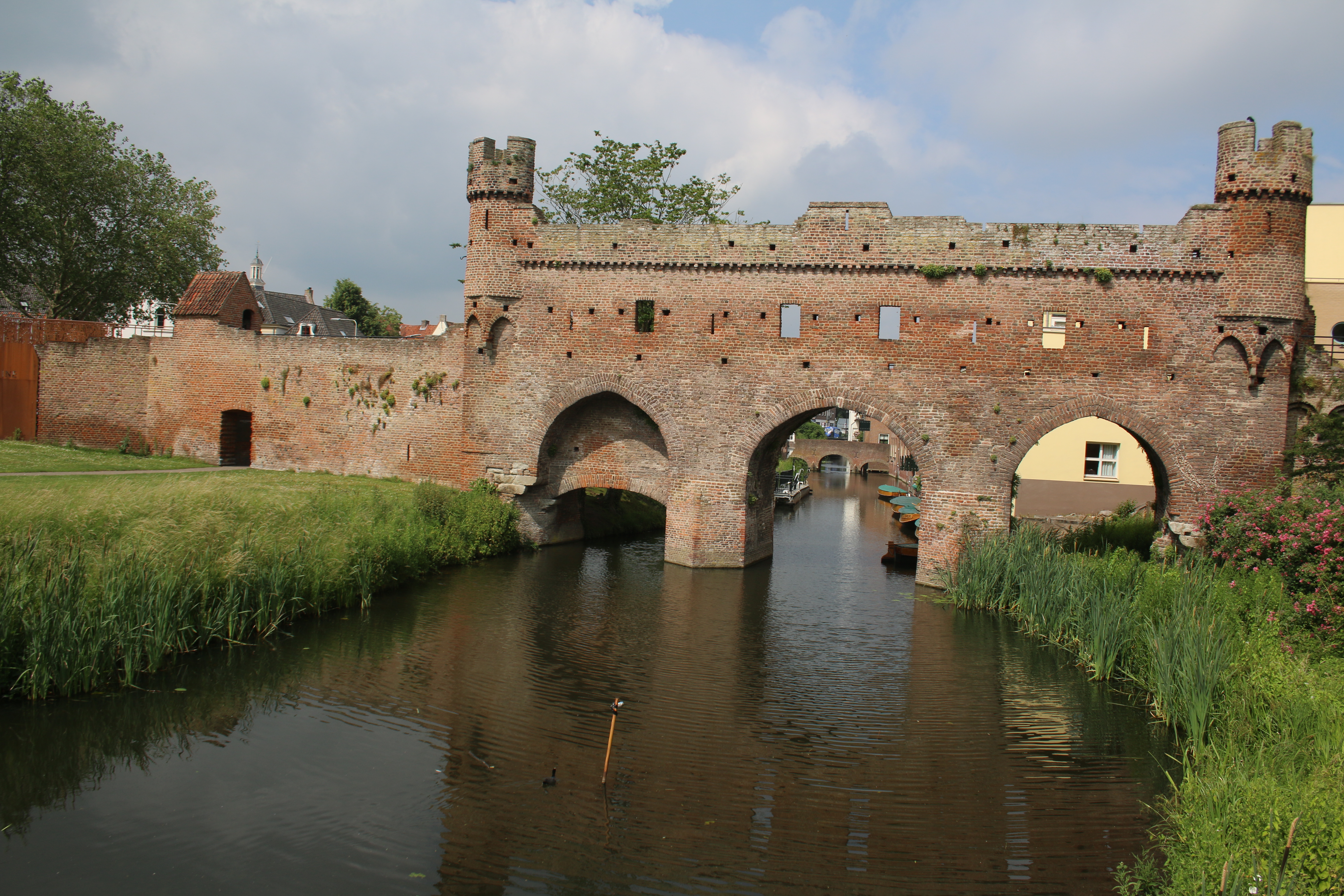
Berkelpoort in Zutphen, Gelderland

In Nederland zijn er diverse stadspoorten in bijvoorbeeld 's-Hertogenbosch, Amersfoort, Amsterdam, Arnhem, Bergen op Zoom, Breda, Grave, Haarlem, Harderwijk, Heusden, Leiden, Naarden, Woudrichem, Zutphen en Zwolle. De oudste poort van Nederland staat in Maastricht, de Helpoort.
In België zijn de meeste stadpoorten afgebroken. Er zijn er wel nog bewaard in bijvoorbeeld Brugge (Kruispoort, Gentpoort, Smedenpoort en Ezelpoort), Brussel (Hallepoort), Dendermonde (Brusselse Poort en Mechelse Poort), Diest (Schaffense Poort), Herentals (Bovenpoort en Zandpoort), Ieper (Rijselpoort en Menenpoort), Lier (Gevangenenpoort), Lo (Westpoort), Mechelen (Brusselpoort), Ninove (Koepoort), Oud-Rekem (Uikhoverpoort) en Tongeren (Moerenpoort). Behalve het Rabot zijn de Gentse stadspoorten allemaal verdwenen. De  Waterpoort in Antwerpen is bewaard maar verplaatst.
Duitsland: o.a. Porta Nigra in Trier, de Ponttor en de Marschiertor in Aken en Hexenturm in Jülich
Frankrijk: Porte des Allemands in Metz
Polen: Kraanpoort in Gdańsk
Roemenie: in Brașov and Sighișoara
In Rome zijn diverse muren met vele stadspoorten, zoals onder andere de Porta San Sebastiano.
In Londen herinneren alleen straatnamen aan de oude stadspoorten, zoals Aldersgate. Temple Gate is verplaatst naar Paternoster Square.

## Evolutie
In de loop van de eeuwen zijn veel oude stadspoorten verloren gegaan. Na de opheffing van de vestingstatus van veel steden werden de wallen geslecht en veel poorten gesloopt. Dit was bijvoorbeeld nodig voor stadsuitbreidingen. Ook werden de stadspoorten en -muren wel als steengroeve gebruikt als ze in onbruik waren geraakt. De stenen werden dan gebruikt voor nieuwe gebouwen.
Ook in de 20e eeuw zijn nog stadspoorten verloren gegaan omdat het verkeer drukker werd en men de stadspoorten sloopte om meer ruimte hiervoor te maken. Nog bestaande stadspoorten staan nu echter veelal op de monumentenlijst. Vaak ziet men tegenwoordig dat het verkeer links en rechts buiten de poort om wordt geleid, omdat de poort te smal is voor het moderne verkeer.
Er worden nog steeds restanten van stadspoorten gevonden, zoals de middeleeuwse Hertogpoort in Nijmegen die werd gevonden onder het Hertogplein. Ook in Harderwijk werden tijdens opgravingen in 2009, fundamenten blootgelegd van de voormalige Luttekepoort. In 2011 is een gerestaureerd muurdeel geplaatst, in de nieuwe parkeergarage van Harderwijk, "Houtwal".

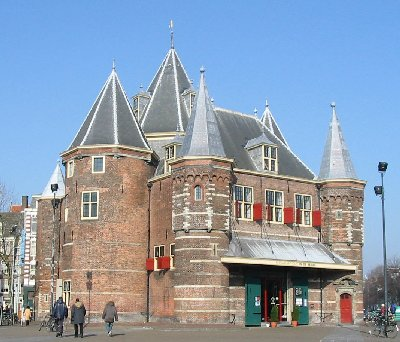
De Waag in Amsterdam, oorspronkelijk de Sint Anthoniespoort
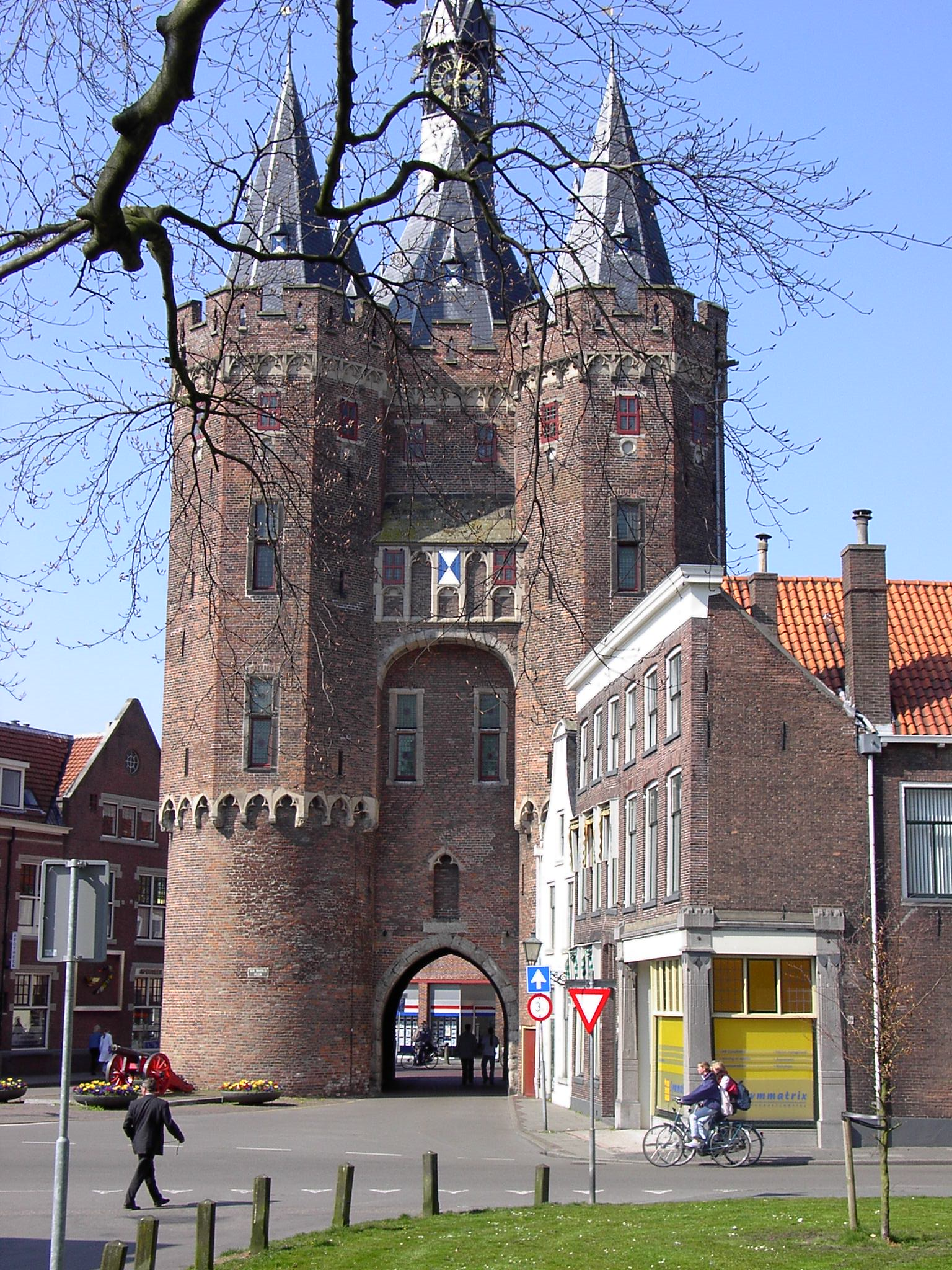
De Sassenpoort te Zwolle
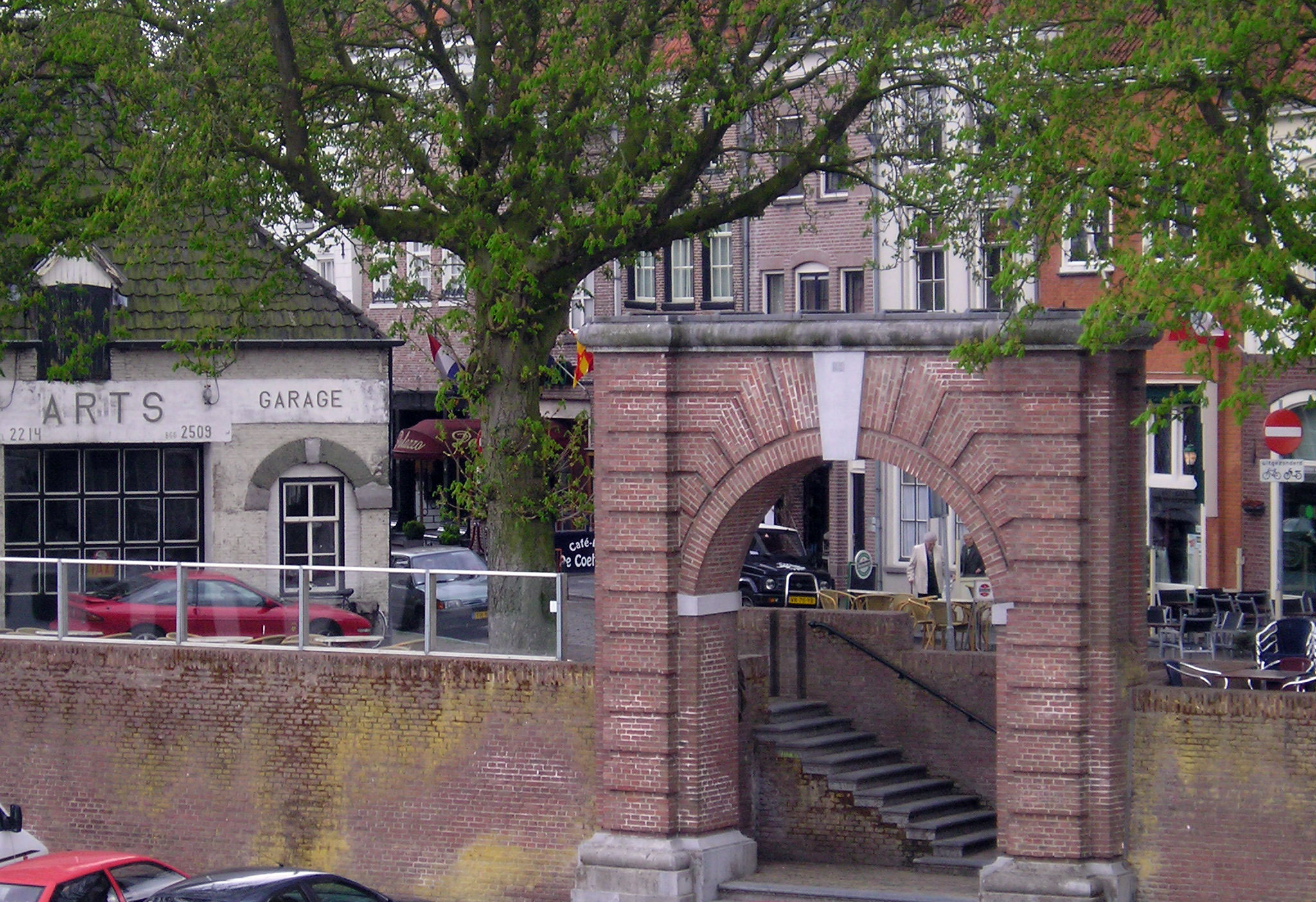
De Maaspoort in vestingstad Grave
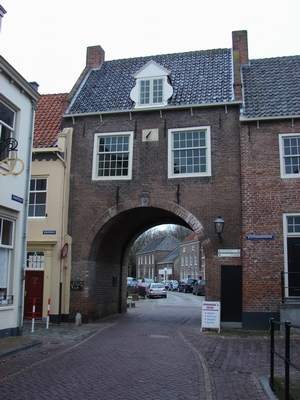
De Huizerpoort in Buren
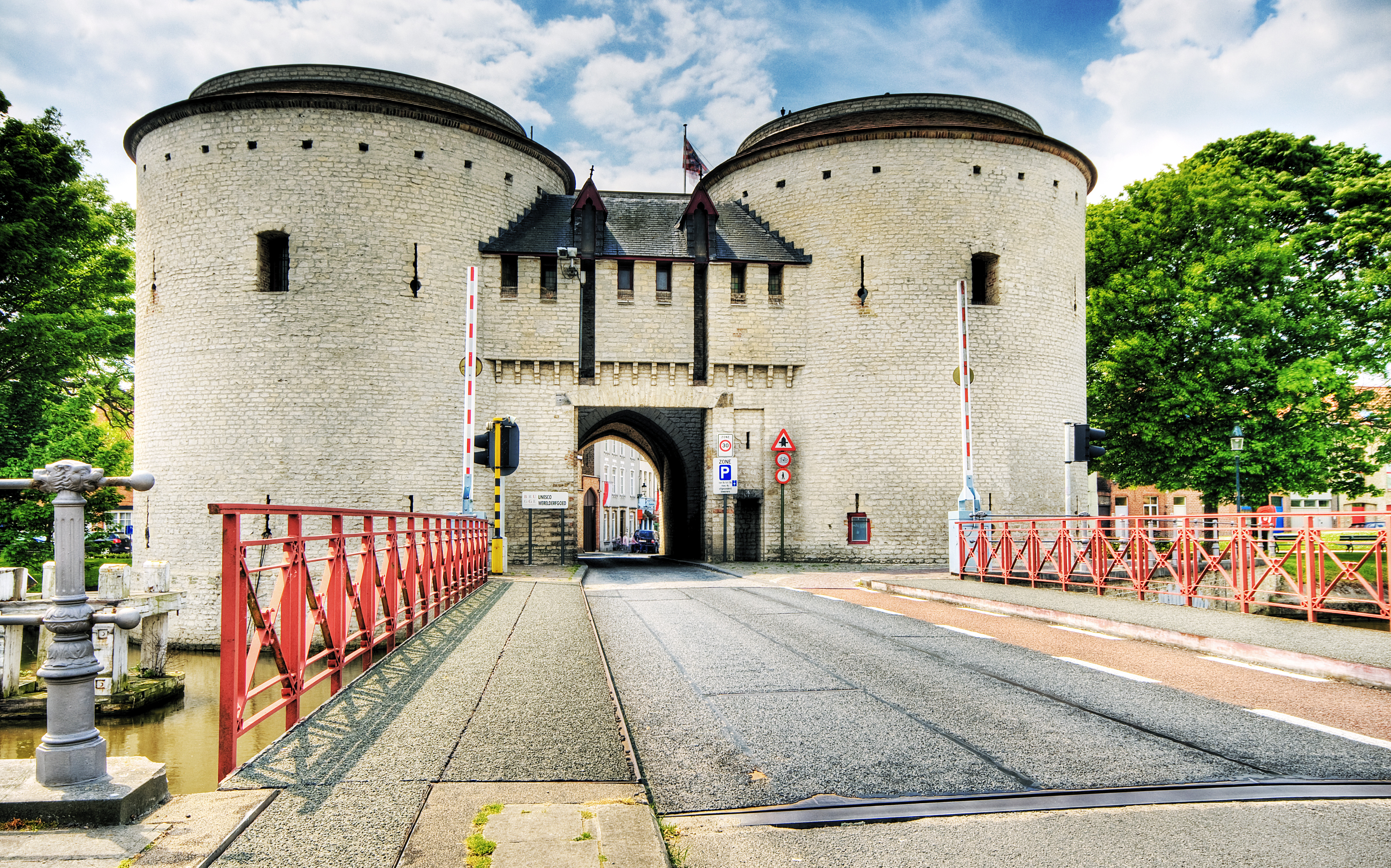
De Kruispoort in Brugge
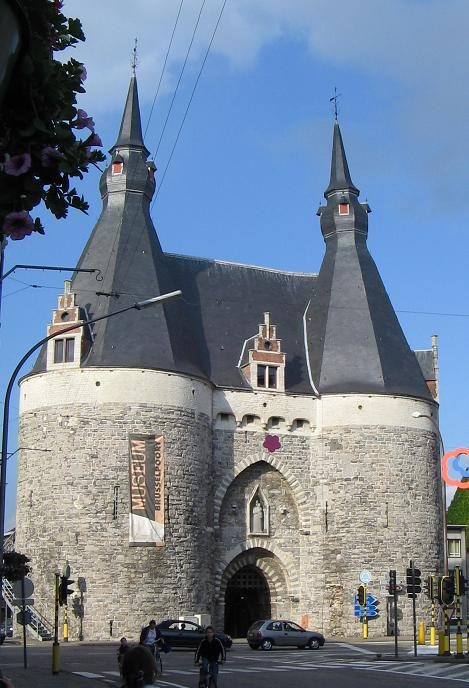
De Brusselpoort in Mechelen
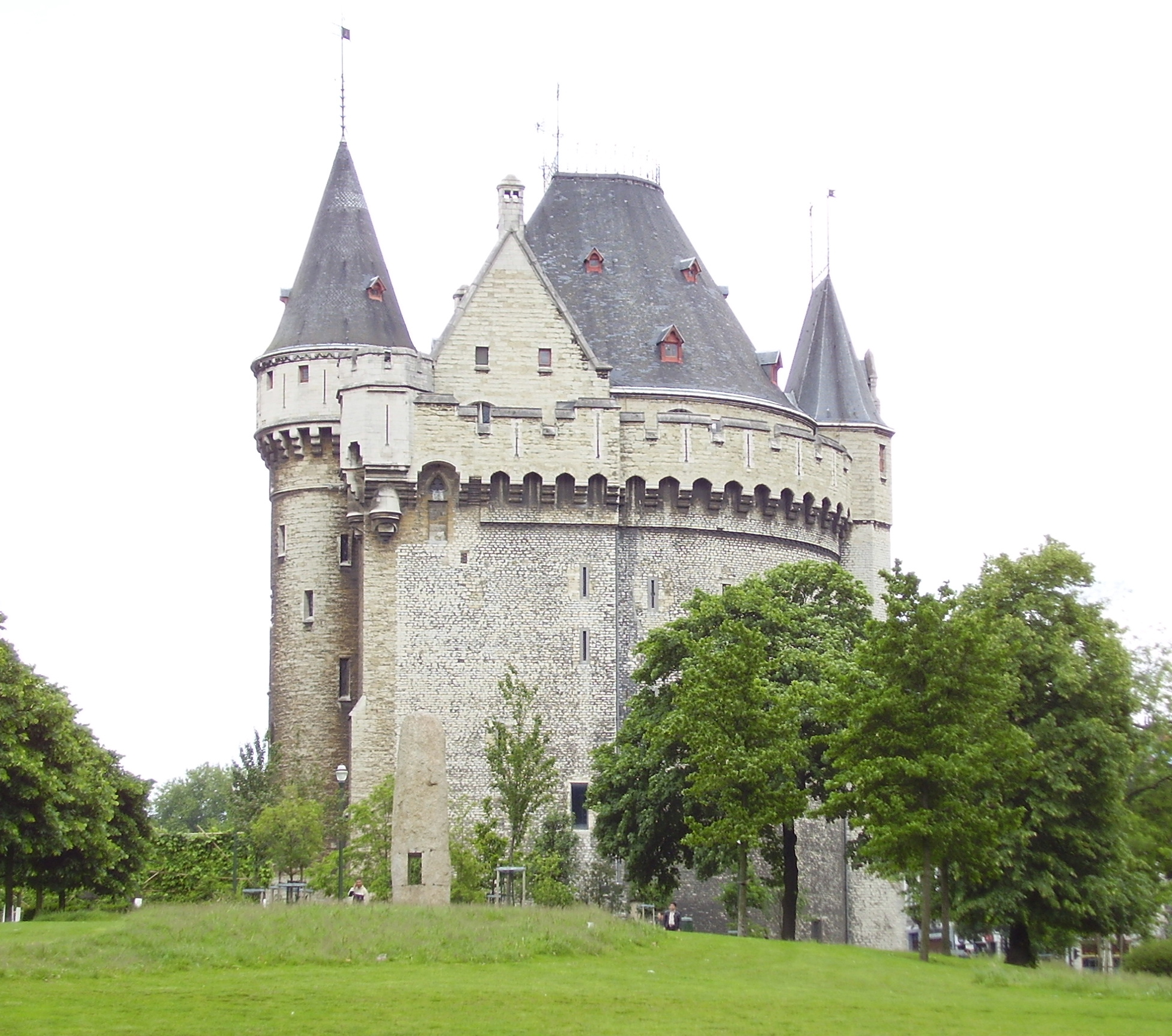
De Hallepoort in Brussel
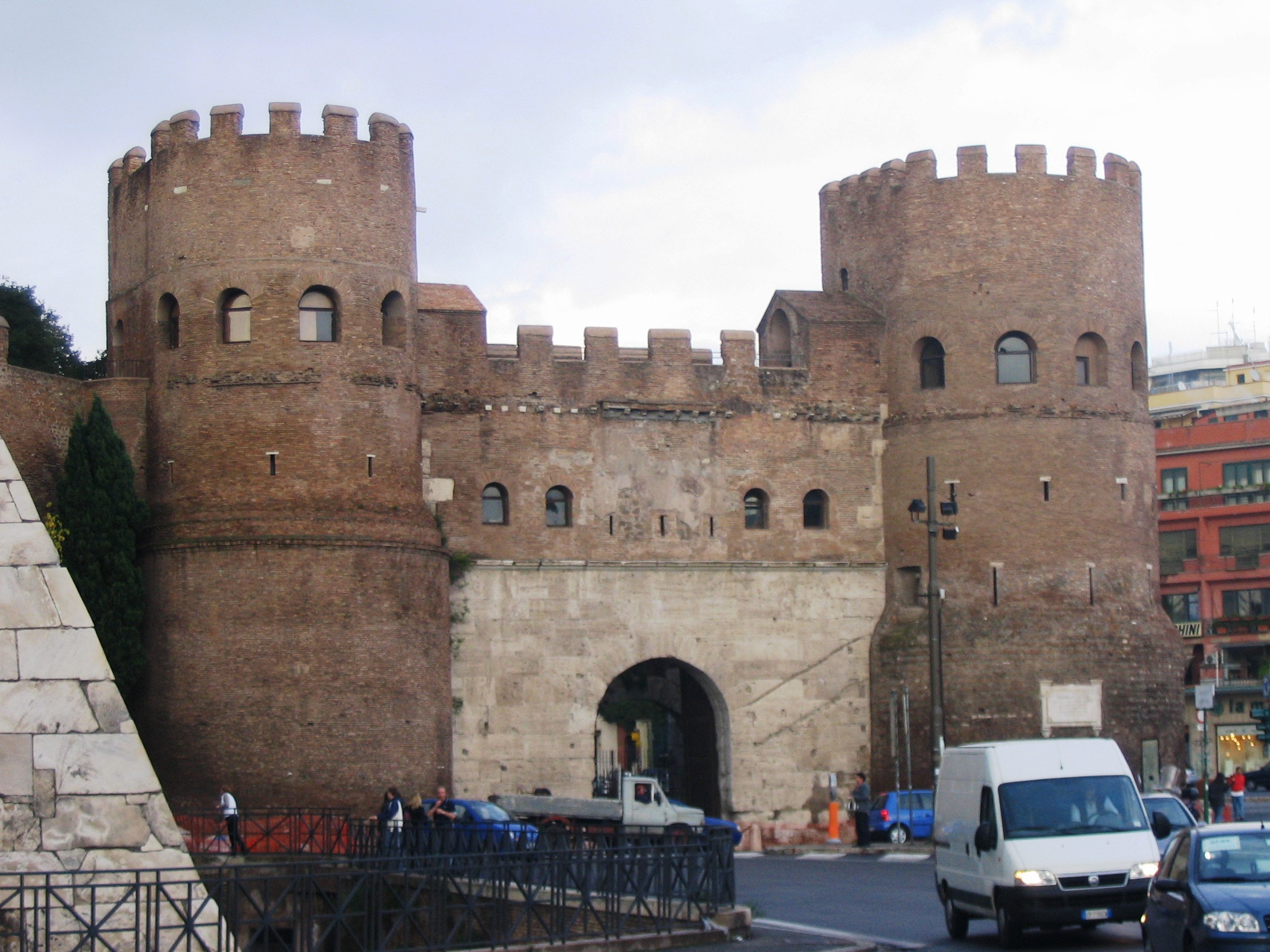
De Porta San Paolo in Rome